# Вочепший
Вочепший (адыг. Очэпщый) — аул в Теучежском муниципальном районе Республики Адыгея России. Административный центр Вочепшийского сельского поселения. Основан в 1860 году.

## География
Аул находится в низовьях реки Псекупс (в настоящее время — мелководный залив Краснодарского водохранилища).

## Население
| 2002  | 2010  | 2013  | 2014  | 2015  | 2016  | 2017  |
| ----- | ----- | ----- | ----- | ----- | ----- | ----- |
| 1348  | ↗1395 | ↘1362 | ↗1377 | ↗1381 | ↘1356 | ↗1373 |
| 2018  | 2019  | 2020  | 2021  | 2023  | 2024  |       |
| ↘1347 | ↘1332 | ↘1308 | ↗1317 | ↘1287 | ↘1282 |       |

### Национальный состав
По данным Всероссийской переписи 2021 года:
| Народ               | Численность, чел. | Доля от всего населения, % |
| ------------------- | ----------------- | -------------------------- |
| адыги (черкесы)     | 1 219             | 92,55 %                    |
| русские             | 23                | 1,74 %                     |
| другие / не указано | 75                | 5,69 %                     |
| всего               | 1 317             | 100,0 %                    |

## Улицы
| - ул. Адыгейская, - ул. Ворошилова, - ул. Гагарина, - ул. Д.Е. Нехая, - ул. им. Кушу А.Г., - ул. Кима Нехай, | - пер. Крестьянский, - пер. Набережная, - ул. Ларисы Кушу, - ул. Ленина, - пер. Лермонтова, - ул. Майкопская, | - ул. Мира, - ул. Октябрьская, - ул. Псекупская, - ул. Суворова, - ул. Терешковой, - ул. Хакурате, | - ул. Ц. Теучежа, - ул. Широкая, - ул. Школьная, - пер. Шовгенова, - ул. Ю.М. Нехая, - ул. Янковского. |

## Известные уроженцы
- Нехай, Даут Ереджибович (1917—1955) — советский военнослужащий, майор, Герой Советского Союза.